# Соколовка (Ленинградская область)
Соколо́вка — деревня в Клопицком сельском поселении Волосовского района Ленинградской области.

## История
Деревня Соколовка обозначена на карте Санкт-Петербургской губернии Ф. Ф. Шуберта 1834 года.

СОКОЛОВКА — деревня принадлежит генералу от инфантерии Довре, число жителей по ревизии: 21 м. п., 22 ж. п. (1838 год)

Деревня Соколовка указана на карте Ф. Ф. Шуберта 1844 года .

СОКОЛОВКА — деревня наследников генерала Довре, по просёлочной дороге, число дворов — 4, число душ — 13 м. п. (1856 год)

Согласно «Топографической карте частей Санкт-Петербургской и Выборгской губерний» 1860 года деревня называлась Соколовка и состояла из 4 крестьянских дворов.

СОКОЛОВКА — деревня владельческая при колодцах, по Самрянской дороге в 58 верстах от Петергофа, число дворов — 5, число жителей: 12 м. п., 13 ж. п. (1862 год)

В 1867—1868 годах временнообязанные крестьяне деревни выкупили свои земельные наделы у барона П. Ф. Лилиенфельда и стали собственниками земли.

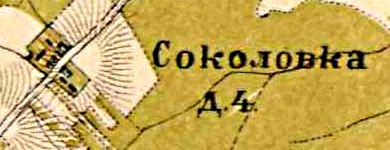
План деревни Соколовка. 1885 год

Согласно карте окрестностей Санкт-Петербурга в 1885 году деревня Соколовка также состояла из 4 крестьянских дворов.
В конце XIX века деревня административно относилась к Губаницкой волости 1-го стана Петергофского уезда Санкт-Петербургской губернии, в начале XX века — 2-го стана.
Согласно карте 1913 года количество дворов в деревне увеличилось до 7, рядом с деревней обозначены «Лифляндские поселения».
С 1917 по 1922 год деревня Соколовка входила в состав Соколовского сельсовета Губаницкой волости Петергофского уезда.
С 1922 года в составе Череповицкого сельсовета Губаницкой волости.
С 1923 года в составе Троцкого уезда.
С 1924 года в составе Волосовского сельсовета.
С 1926 года вновь в составе Череповицкого сельсовета. Согласно данным переписи населения СССР 1926 года населённый пункт назывался грунты Соколовка, его населяли 124 человека — большинство эстонцы, а также русские.
С февраля 1927 года в составе Венгиссаровской волости. С августа 1927 года в составе Волосовского района.
С 1928 года вновь в составе Волосовского сельсовета.
По данным 1933 года деревня Соколовка входила в состав Волосовского сельсовета Волосовского района.

План деревни Соколовка. 1938 год

Согласно топографической карте 1938 года деревня насчитывала 7 дворов.
C 1 августа 1941 года по 31 декабря 1943 года деревня находилась в оккупации.
В 1940 году население деревни Соколовка составляло 167 человек.
С 1954 года в составе Губаницкого сельсовета.
С 1963 года в составе Кингисеппского района.
С 1965 года вновь в составе Волосовского района.
По данным 1966 года деревня Соколовка также находилась в составе Волосовского сельсовета.
По административным данным 1973 и 1990 года деревня Соколовка входила в состав Губаницкого сельсовета
По состоянию на 1997 год в деревне не было постоянного населения, деревня входила в Губаницкую волость, в 2002 году — проживали 2 человека (все русские), в 2007 году — 6 человек.
В мае 2019 года Губаницкое и Сельцовское сельские поселения вошли в состав Клопицкого сельского поселения.

## География
Деревня расположена в северо-восточной части района на автодороге 41К-354 (Сумино — Соколовка).
Расстояние до административного центра поселения — 8 км.
Расстояние до ближайшей железнодорожной станции Волосово — 4 км.

## Демография
| 1862 | 2002 | 2007 | 2010 | 2017 |
| ---- | ---- | ---- | ---- | ---- |
| 25   | ↘2   | ↗6   | ↗11  | ↗28  |

### Национальный состав
Согласно данным Всероссийской переписи населения 2021 года в деревне проживал 21 человек, из них:
 русские — 21, лезгины — 1 человек.